# Tarouquela
Tarouquela ist eine Gemeinde (Freguesia) im portugiesischen Kreis Cinfães.

## Geschichte
Tarouquela bestand bereits als eigenständige Gemeinde, als es zusammen mit Espadanedo von König Sancho I. im Jahr 1186 an das Kloster Mosteiro de Tarouquela gegeben wurde. Es wurde ein eigenständiger Kreis, bis dieser Anfang des 18. Jahrhunderts aufgelöst und dem Kreis Sanfins angegliedert wurde. Seit der Auflösung des Kreises von Sanfins 1855 gehört die Gemeinde Tarouquela zum Kreis Cinfães.

## Verwaltung
Taroquela ist Sitz einer gleichnamigen Gemeinde (Freguesia) im Kreis (Concelho) von Cinfães, im Distrikt Viseu. In ihr leben 1041 Einwohner (Stand 19. April 2021).
Folgende Ortschaften liegen in der Gemeinde:
| - Abobreira - Alqueve - Boavista - Candieira - Casais - Colégio | - Corredoura - Costa da Granja - Fontes - Granja - Mosteiro - Outeiro | - Outeiro do Moinho - Paços - Palheiros - Pinheiro - Regadas - Sobrado de Baixo | - Sobrado de Cima - Torre - Urbão - Vale de Vez |

## Söhne und Töchter des Ortes
- Manuel Madureira Dias (* 1936), Altbischof von Faro